# NGC 7072A
NGC 7072A (другие обозначения — PGC 66870, ESO 287-29, MCG -7-44-17) — спиральная галактика с перемычкой (SBc) в созвездии Журавль.
Этот объект не входит в число перечисленных в оригинальной редакции «Нового общего каталога» и был добавлен позднее.